# Aconitum pteropus
Aconitum pteropus är en ranunkelväxtart som beskrevs av Takenoshin Nakai. Aconitum pteropus ingår i släktet stormhattar, och familjen ranunkelväxter. Inga underarter finns listade i Catalogue of Life.